# Studio Chróst
Studio Chróst – studio nagraniowe otwarte w 1989 roku jako jedno z pierwszych prywatnych studiów nagraniowych w Polsce.
Zostało założone przez gitarzystę i kompozytora, Winicjusza Chrósta, który przez kolejnych trzydzieści lat był właścicielem studia, później również realizatorem nagrań oraz producentem.
Studio mieści się w podwarszawskim Sulejówku – rodzinnym mieście Winicjusza Chrósta, 20 kilometrów od centrum stolicy. Po śmierci muzyka zarządzanie studiem przejęła jego córka, Aleksandra Chróst.

## Sprzęt i pomieszczenia
Studio składa się z reżyserki i trzech pomieszczeń nagraniowych.
Sprzęt, którym dysponuje studio to między innymi:
- Konsoleta API 1608
- Konsoleta Neve Melbourne
- Kompresor Teletronix LA 2A
- Kompresor Drawmer 1960
- Kompresor Summit Audio DCL 200
- Kompresor optyczny Teletronix LA2A
- Kompresor Thermonic Culture Phoenix
- Kompresory Neve 32264A
- Preampy Neve 31102
- Preampy Neumann KH120 A
- Preampy Focal SM9
- Preampy Dynaudio M3
- Interfejs AVID HD I/O
- Interfejs Digidesign 192
- Interfejs Apogee symphony 2

i wiele innych.

## Reżyserzy
- Winicjusz Chróst
- Jacek Gawłowski
- Jarosław Regulski
- Leszek Kamiński
- Rafał Paczkowski
- Tadeusz Mieczkowski
- Tomasz Dukszta
- Włodzimierz Kowalczyk
- Wojciech Przybylski (reżyser dźwięku)
- Jarosław Kidawa
- Marcin Górny

## Artyści i zespoły nagrywające w Studio Chróst
W studiu Winicjusza Chrósta nagrywała część artystów polskiej sceny muzycznej. Wśród nich wymienić można:

### Pop
- Andrzej Piaseczny
- Beata Kozidrak
- Blue Café
- Collage (zespół muzyczny)
- Doda (piosenkarka)
- Edyta Górniak
- Feel
- Filip Sojka
- Golec uOrkiestra
- Kasia Kowalska
- Katarzyna Skrzynecka
- Kayah
- Kazik Staszewski
- Kuba Badach
- Maryla Rodowicz
- Mateusz Krautwurst
- Monika Brodka
- Natalia Kukulska
- Nick Sinckler

- Papa D
- Patrycja Markowska
- Piotr Rubik
- Plastic
- Rafał Brzozowski
- Robert Chojnacki
- Ryszard Rynkowski
- Sławek Uniatowski
- Teatr Muzyczny „Roma”
- Tomasz Lach
- Vox (zespół muzyczny)
- Wojciech Gąssowski
- Wojciech Pilichowski
- Zbigniew Wodecki

### Rock i blues
- Breakout (zespół muzyczny)
- Dezerter (zespół muzyczny)
- Grzegorz Ciechowski
- Ira (zespół muzyczny)
- Kult
- Lady Pank
- Lemon (zespół muzyczny)
- Mr. Gil
- Oddział Zamknięty
- Osjan (zespół muzyczny)
- Perfect (zespół muzyczny)
- Porter Band
- Republika (zespół muzyczny)
- Tadeusz Nalepa
- T.Love
- Voo Voo
- Wilki (zespół muzyczny)

### Jazz
- Bernard Maseli
- Dorota Miśkiewicz
- Ewa Bem
- Grzegorz Grzyb (muzyk)
- Janusz Skowron (muzyk)
- Janusz Smyk
- Krzysia Górniak
- Krzysztof Herdzin
- Krzysztof Ścierański
- Leszek Możdżer
- Lora Szafran
- Mateusz Pospieszalski
- Michał Dąbrówka
- Mulatu Astatke
- Piotr Żaczek
- Paul Wertico
- Sławomir Kulpowicz
- Stanisław Sojka
- Tomasz Stańko
- Tomasz Szukalski
- Wojciech Karolak

- Zbigniew Wegehaupt

## Wybrane płyty nagrane w studiu[3]
- Albert Rosenfield – Twin Pigs
- Anna Serafińska – Gadu Gadu
- Armia – Duch, Triodante
- Atrakcyjny Kazimierz – Najlepsze...
- Believe – Needles In My Brain, Yesterday Is A Friend, This Bread Is Mine, World Is Round, Hope To See Another Day
- Blue Café – DaDa (album Blue Café)
- Collage (zespół muzyczny) – Baśnie
- Edyta Geppert – Historie prawdziwe (Edyta Geppert)
- Feel – Feel 2
- Filip Sojka – Bassmedia
- Formacja Nieżywych Schabuff – Schaby
- John Porter – Why? (John Porter)
- Kasia Kowalska – Widzę Twoją Twarz
- Katarzyna Skrzynecka – Koa
- Kayah – JakaJaKayah
- Kazik Staszewski – Oddalenie
- Krzysia Górniak – Moments
- Krzysia Górniak – Memories
- Krzysztof Herdzin – Jesteś światłem
- Krzysztof Ścierański – Independent
- Lady Pank – Nana
- Lady Pank – Międzyzdroje[4]
- Maryla Rodowicz – Ach Świecie...
- Maryla Rodowicz – Absolutnie nic
- Monika Brodka – Granda
- Mr. Gil – Skellig (album Mr. Gil)
- Oddział Zamknięty – Terapia (album)
- Patrycja Markowska – Świat się pomylił
- Patrycja Markowska – Patrycja Markowska (album)
- Perfect (zespół muzyczny) – Śmigło (album)
- Perfect (zespół muzyczny) – Jestem (album Perfectu)
- Porter Band – Porter Band '99
- Republika (zespół muzyczny) – 1991 (album Republiki)
- T.Love – Chłopaki nie płaczą (album)
- T.Love – Prymityw (album)
- Vox (zespół muzyczny) – Vox 2
- Wanda & Banda – To Nie Polska (2009)
- Wilki (zespół muzyczny) – Bohema (album)